# شوجر ميركادو
شوجر ميركادو (مواليد 13 سبتمبر 1986م) راقصة وممثلة هزلية فلبينية. كانت في الأصل عضوًا في Sexbomb Girls وواحدة من مضيفي برنامج GMA Network المتنوع الشهير في وقت الظهيرة !Eat Bulaga تم إقصاءها من العرض في عام 2007. وهي الآن مضيفة مشاركة لـبرنامج Wowowin.

## روابط خارجية
شوجر ميركادو على قاعدة بيانات الأفلام على الإنترنت